# Stadscampus

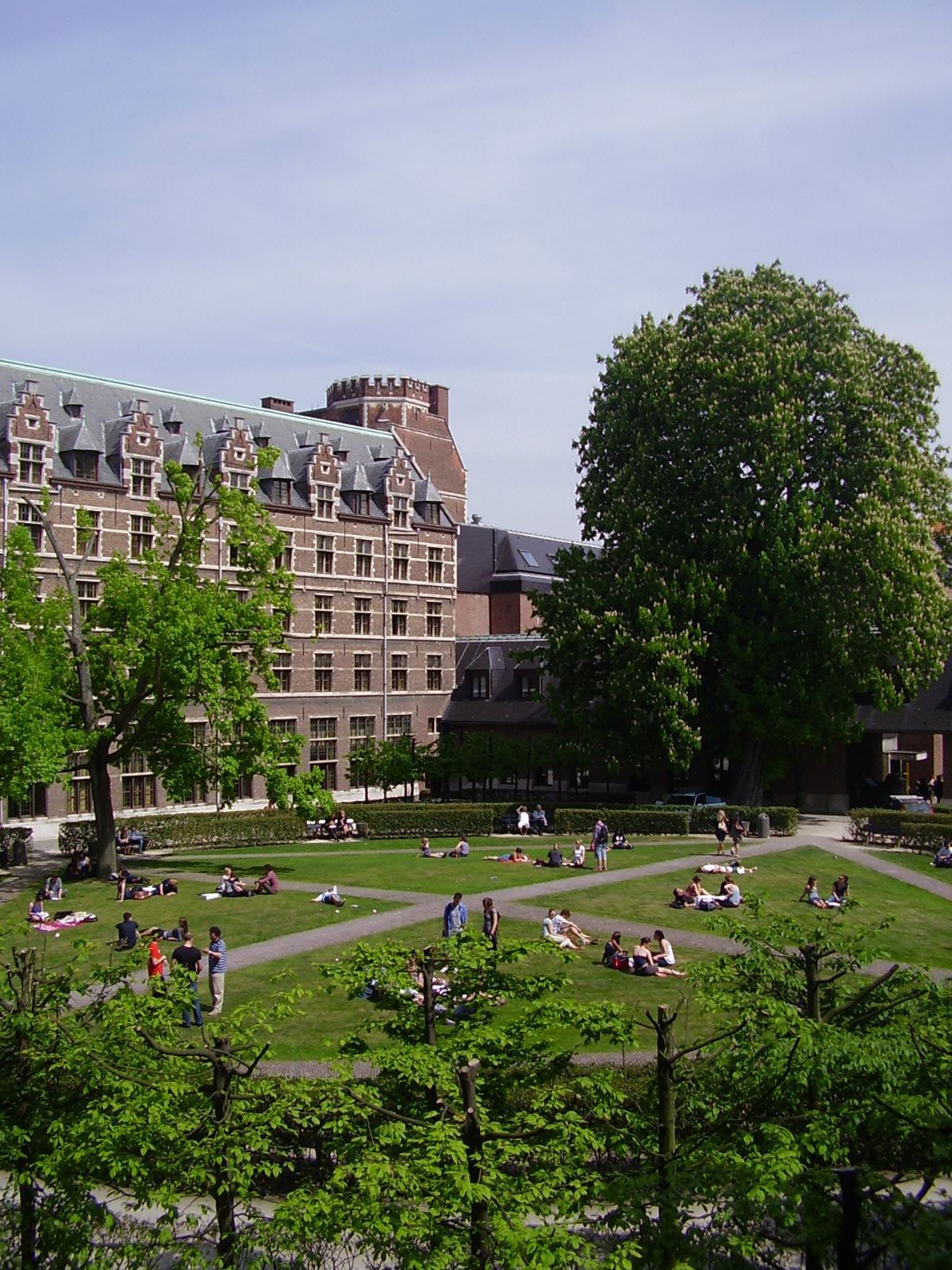
Binnenplaats van het Hof van Liere

De Stadscampus is een van de campussen van de Universiteit Antwerpen. De campus vormt samen met de Campus Drie Eiken, Campus Middelheim, Campus Groenenborger, Campus Mutsaard, Campus Paardenmarkt de Universiteit Antwerpen. Centraal op de Stadscampus bevindt zich het historische stadspaleis "Hof van Liere". Het oudste deel van het gebouw dateert uit de 16e eeuw.
Voor de fusie van de Universiteit Antwerpen op 1 oktober 2003 was er van 1852 tot 1902 het Sint-Ignatiusinstituut gevestigd, van 1902 tot 1965 de Sint-Ignatius Handelshogeschool en van 1965 tot 2003 de Ufsia (Universitaire Faculteiten Sint-Ignatius Antwerpen).

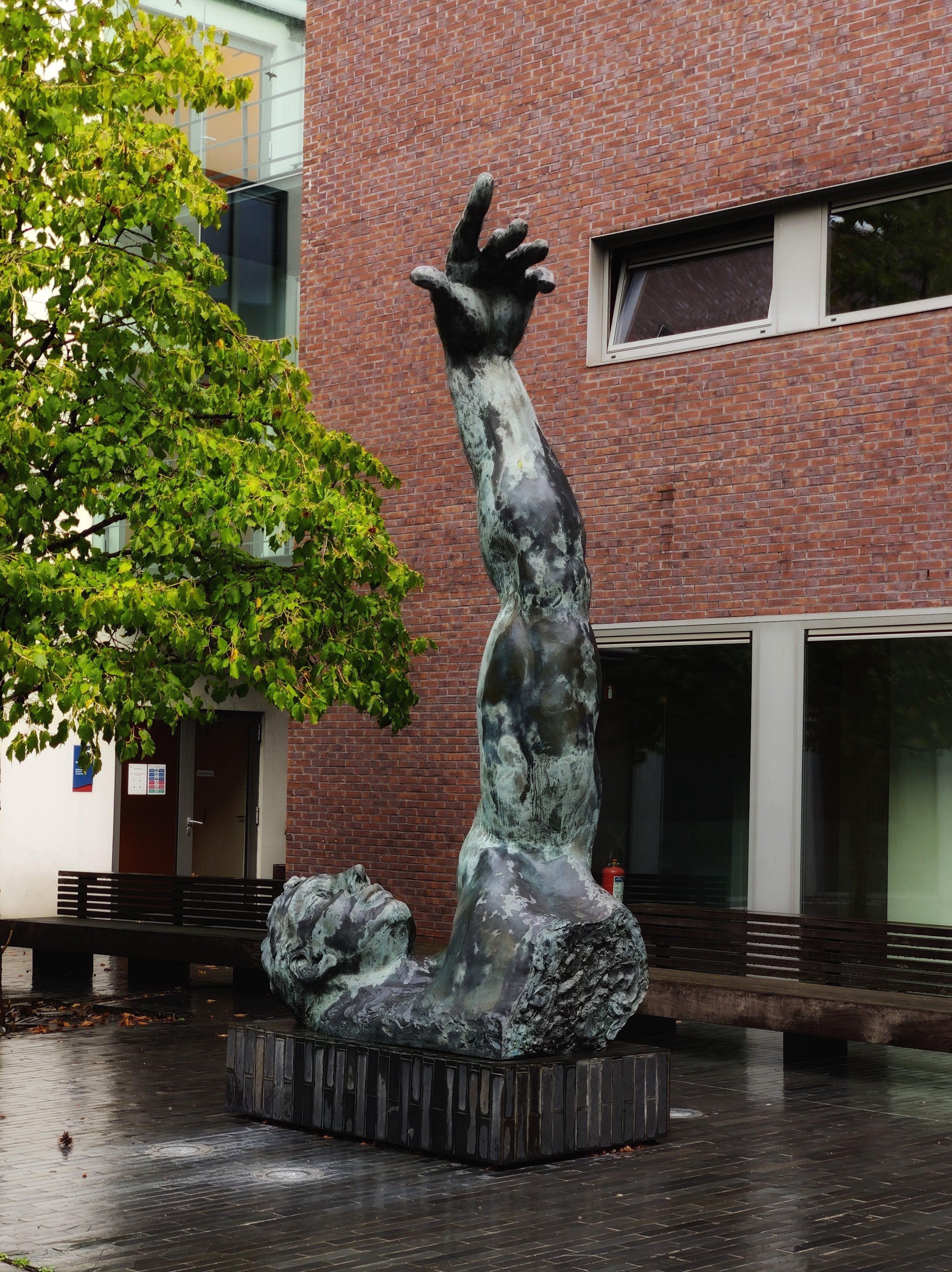
Touch the clouds (2006) door Luk Van Soom op de binnenplaats aan de gebouwen van de Faculteit Rechten

Op de Stadscampus zijn alle faculteiten en instituten uit de humane en sociale wetenschappen samengebracht. De faculteiten Bedrijfswetenschappen en Economie, Letteren en Wijsbegeerte, Rechten en Politieke en Sociale Wetenschappen zijn er gevestigd, evenals het Instituut voor Ontwikkelingsbeleid en -beheer (IOB), het Instituut voor Onderwijs- en Informatiewetenschappen (IOIW), het Centre for Maritime and Air Transport Management (C-MAT), de Antwerp Management School (AMS) en de Aula Rector Dhanis.
Unifac is de overkoepelende studentenvereniging voor de Stadscampus.
Op 6 juli 2022 brak er als gevolg van dakwerken brand uit op het dak, en de bovenste verdieping van gebouw B van de campus, de vleugel ten noorden van de binnentuin van het "Hof van Liere". De hele vleugel liep zware schade op.  De westelijke vleugel, met onder meer de bibliotheek, werd door de aanwezige brandweerkorpsen gevrijwaard.